# Eduard Pleske

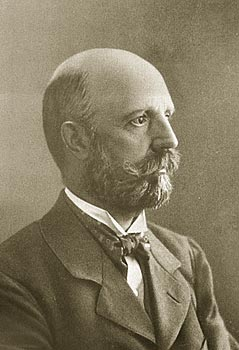
Eduard Pleske

Eduard Dmitrijevitj Pleske (ryska: Эдуард Дмитриевич Плеске), född 1852, död 1904, var en rysk politiker.
Pleske inträdde 1873 som tjänsteman i finansministeriet, blev 1894 chef för ryska statsbanken, 1903 adjoint åt finansministern Sergej Witte och var den 29 augusti 1903 till 4 februari 1904 dennes efterträdare. Pleske nämns som outtröttligt och energiskt verksam för de ryska statsfinansernas förbättring. Eduard Pleske var bror till ornitologen Theodor Pleske.